# Sherlock Holmes (Edinburgh)

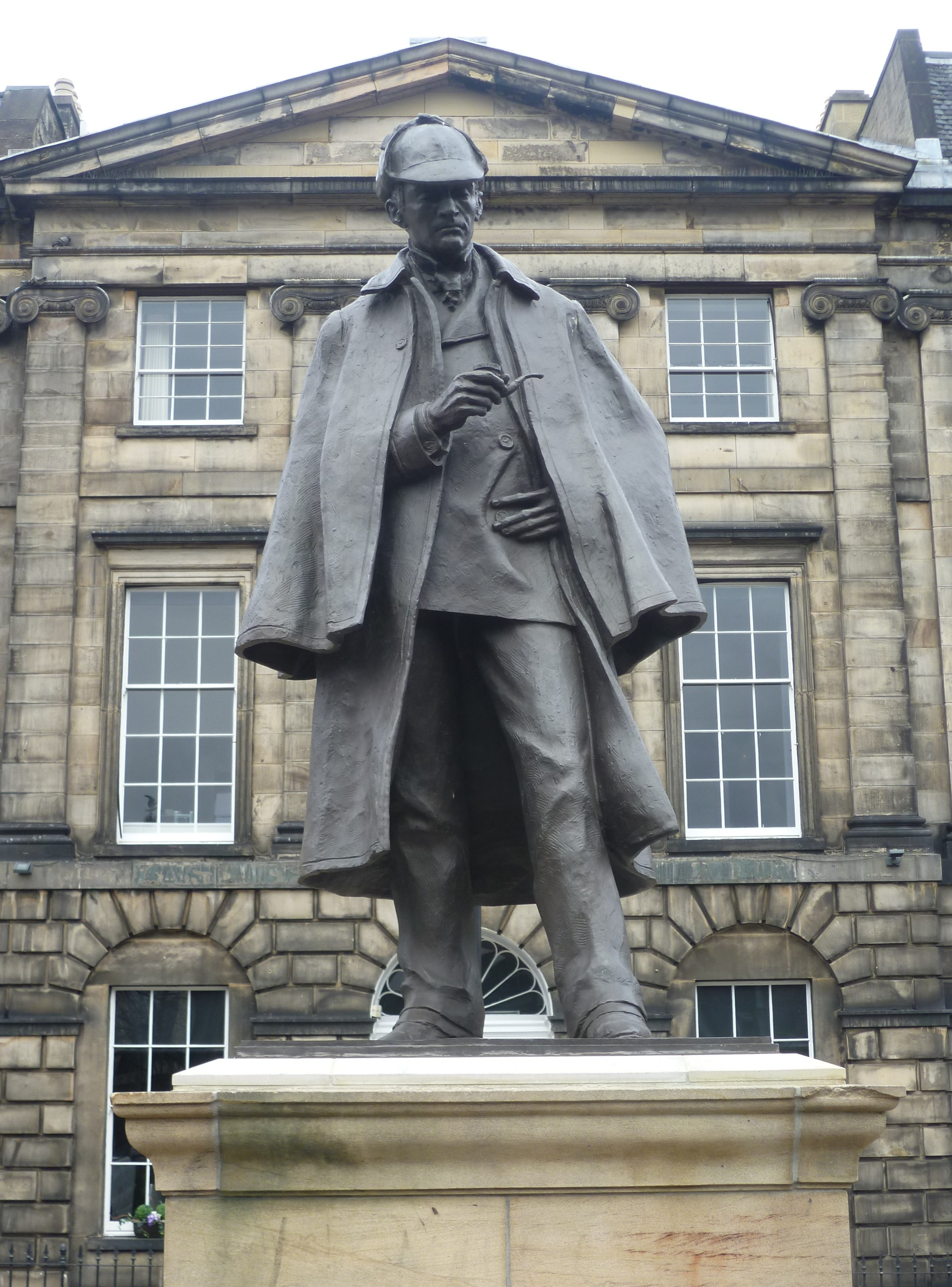

Sherlock Holmes heißt eine Plastik von Gerald Laing. Sie wurde 1991 in der Princes Street in Edinburgh eingeweiht. Sie befindet sich am Picardy Place, an dem das Geburtshaus von Arthur Conan Doyle, dem Autor von Sherlock Holmes, einstmals stand. Zu den feinen Details zählen zwei Abdrücke von Hundepfoten auf der Sockelplatte.